# Live in NYC ’97
Live in NYC ’97 ist ein Livealbum des US-amerikanischen Blues- und Bluesrockgitarristen Johnny Winter. Das Album wurde 1998 von Point Blank Records veröffentlicht. Das Album erreichte in den Billboard Top Blues Alben #7. 

## Allgemeines
Johnny Winter wählte die Songs nicht selbst aus, sondern ließ von seinen Fans abstimmen, was ihr Lieblingssong ist. Nach der Songauswahl wurde The Bottom Line, ein New Yorker Veranstaltungsort, der in den 1970er und 1980er Jahren für kleinere Konzerte verwendet wurde, gemietet und im April 1997 wurden Mitglieder seiner Fanclubs zu einem Spezialkonzert eingeladen. Das Album enthält nur ein Original, Winters Zusammenarbeit mit Johnny Guitar Watson "Johnny Guitar", bei allen anderen handelt es sich um Coverversionen, wobei für die Version von Freddie Kings Hideaway das Prädikat "Definitiv" beinahe gelten kann.
Der Kritiker Stephen Erlewine schreibt im AMG, dass das Livealbum ist, das Hardcorefans schon jahrelang erwarteten, und es hält sein Versprechen. Das Album ist für Fans essentiell. Im Living Blues Magazin schreibt der Autor, dass Winter den Chicago Sound mit dem Stil Freddie Kings vermählt und dass das Ergebnis spannend ist. Und Bill Mlkowski schreibt, dass das Album den Gitarrenhelden in feiner Form festhält.

## Titelliste
1. Hideaway 	King, Thompson – 7:28
2. Sen-Sa-Shun/Got My Mojo Working Foster, King, Thompson – 6:53
3. She Likes to Boogie Real Low Caronna, Sims – 6:39
4. Blackjack 	Charles – 8:21
5. Just a Little Bit Bass, Brown, Thornton, Washington – 5:10
6. The Sun Is Shining Abner, Carter, Reed – 6:14
7. The Sky Is Crying James – 7:19
8. Johnny Guitar Watson, Winter – 4:32
9. Drop the Bomb Eaglin – 5:18[1]